# North Logan
North Logan és una població dels Estats Units a l'estat de Utah. Segons el cens del 2000 tenia 6.163 habitants.

## Demografia
Segons el cens del 2000, North Logan tenia 6.163 habitants, 1.728 habitatges, i 1.461 famílies. La densitat de població era de 343,9 habitants per km².
Dels 1.728 habitatges en un 52,5% hi vivien nens de menys de 18 anys, en un 73% hi vivien parelles casades, en un 8,9% dones solteres, i en un 15,4% no eren unitats familiars. En el 8,9% dels habitatges hi vivien persones soles el 2,5% de les quals corresponia a persones de 65 anys o més que vivien soles. El nombre mitjà de persones vivint en cada habitatge era de 3,56 i el nombre mitjà de persones que vivien en cada família era de 3,84.
Per edats la població es repartia de la següent manera: un 37,4% tenia menys de 18 anys, un 14,3% entre 18 i 24, un 27,3% entre 25 i 44, un 15,3% de 45 a 60 i un 5,7% 65 anys o més.
L'edat mitjana era de 24 anys. Per cada 100 dones de 18 o més anys hi havia 97,2 homes.
La renda mitjana per habitatge era de 49.154 $ i la renda mitjana per família de 51.573 $. Els homes tenien una renda mitjana de 40.302 $ mentre que les dones 25.461 $. La renda per capita de la població era de 17.491 $. Entorn del 4% de les famílies i el 6% de la població estaven per davall del llindar de pobresa.

## Poblacions més properes
El següent diagrama mostra les poblacions més properes.